# Dixanaene lepidocaena
Dixanaene lepidocaena är en fjärilsart som beskrevs av Dyar 1914. Dixanaene lepidocaena ingår i släktet Dixanaene och familjen björnspinnare. Inga underarter finns listade i Catalogue of Life.